# Маргарете Шютте-Лігоцкі
Маргарете (Грета) Шютте-Лігоцкі (нім. Margarete Schütte-Lihotzky; за народженням Лігоцкі; 23 січня 1897 — 18 січня 2000) — перша австрійська архітекторка та дизайнерка, яка активно боролася за звільнення співвітчизниць від гніту трьох «К» — Kinder, Kuche, Kirche (діти, кухня, церква).

## Біографія
Маргарете Лігоцкі народилася 1897 року у Відні в заможній та культурній родині державних чиновників. Її захоплення сформувалися досить рано. Ліберальні погляди батьків вплинули на рішення вступити до знаменитої цісарсько-кайзерівської Школи прикладного мистецтва (Австрійська школа прикладних мистецтв — K. K. Kunstgewerbeschule, нині — Академія образотворчих мистецтв) — на той час єдиному вищому навчальному закладі, куди приймали жінок. Таким чином, Маргарете стала першою австрійською жінкою, яка отримала вищу архітектурну освіту.
Перебуваючи під великим впливом стилю Баухаус і особисто Вальтера Гропіуса, Маргарете створювала інтер'єри, що складаються з простих прямих ліній. Естетика та раціоналізаторські ідеї цілком відповідали духу соціального утопізму, який панував у ті роки.
Ще до отримання диплома, співпрацювала з Оскаром Штрнадом (Стрнадом), одним із перших архітекторів, які розробляли проекти «соціального житла».
Серед архітекторів, з якими працювала Маргарете були Адольф Лоос, Петер Беренс, Йозеф Франк і Йозеф Гофман.
З Адольфом Лоосом працювала над створенням житла для ветеранів та інвалідів Першої світової війни (будівництво однієї з найкращих споруд «Червоного Відня» — багатоповерхового комплексу Винарська-Хофф).
В 1926 році, після закінчення навчання, отримала запрошення від Ернста Мая працювати у Франкфурті, де була розпочата програма житлового будівництва. Маргарете розробляла проекти будинків для робітників, студентів. Крім житла, за її проектами будували і громадські будівлі.
В 1927 році вийшла заміж за архітектора Вільгельма Шютте. Шютте-Лігоцкі багато і успішно проектувала, стала помітною фігурою у жіночому русі, публікувала статті і виступала з лекціями.
В 1930 році група німецьких і австрійських архітекторів на чолі з Ернстом Маєм отримала запрошення на роботу в СРСР. В Європі у той час була криза, тому Маргарете разом з чоловіком теж увійшла до складу цієї групи. Завданням групи була участь у будівництві нових соціалістичних міст, переважно в промислових районах СРСР, зокрема, тривалий час німецька бригада працювала в Магнітогорську, пізніше подружжя Шютте працювали в Макіївці. До осені 1937 року, вони пробули у СРСР. Маргарете в основному займалася проектуванням будівель для дитячих установ, включаючи дизайн меблів та іншого устаткування.
В 1934 році Маргарете з чоловіком відвідали Китай і Японію. У Москві вона співпрацювала з Академією архітектури і різними радянськими дослідними установами, які займалися розробкою типових будівель шкіл і дитсадків та обладнання для них.
В 1938 році подружжя Шютте запрошені викладати в Академію витончених мистецтв у Стамбулі, де Маргарете познайомилася з архітектором Гербертом Айхольцером, членом групи австрійського антифашистського опору та вступила в австрійську комуністичну партію.
В 1941 році, будучи комуністкою і учасницею австрійського опору, була схоплена Гестапо і лише завдяки активним клопотанням різних впливових осіб, була засуджена лише до 15 років каторжної в'язниці. Пробула 4 роки в концентраційному таборі, до приходу американських військ в 1945 році. У в'язниці в Маргарете знову відкрився туберкульоз, тому після звільнення їй довелося деякий час лікуватися.

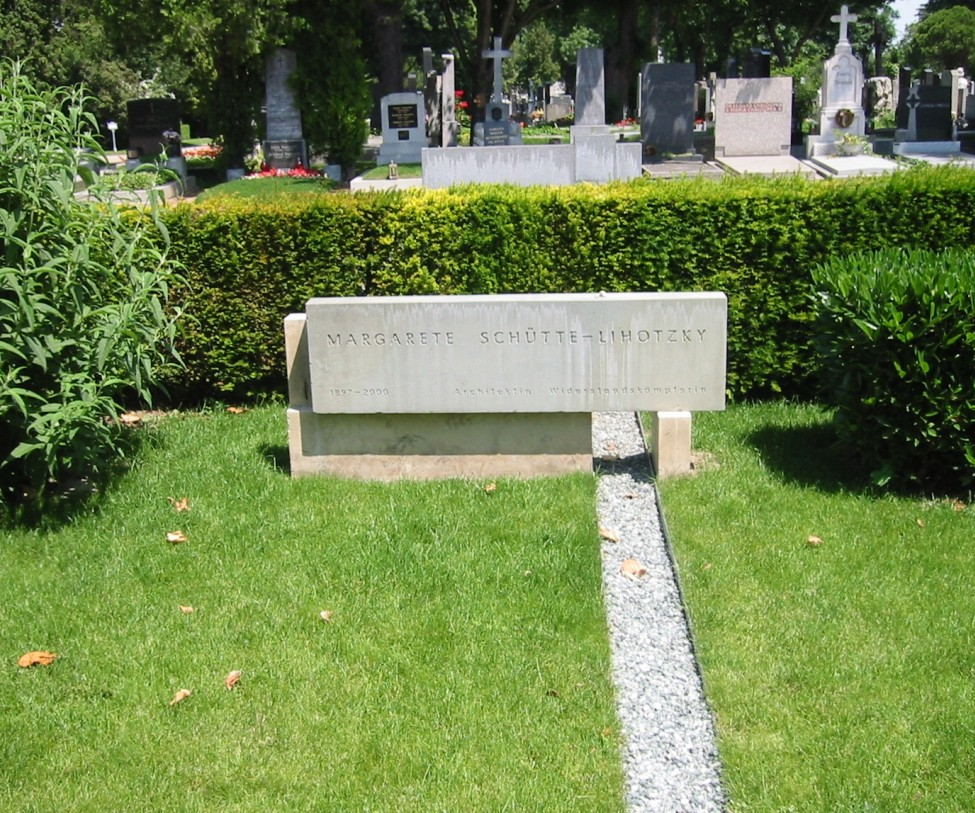
Почесна могила на Центральному кладовищі у Відні

В 1946 році вона проектувала дитячий садок у Софії, куди до неї зі Стамбула приїхав чоловік, і вони разом повернулися до Відня.
У післявоєнні роки Шютте-Лігоцкі через свою прихильність комуністичним ідеям практично не отримувала великих замовлень і працювала в основному над проектуванням приватних будинків. Вона залишалася прихильницею соціалістичних переконань, їздила на Кубу і будувала там, брала участь у всіх міжнародних архітектурних конгресах і багатьох виставках, які нерідко проектувала як дизайнер. Особливо багато уваги вона приділяла проектуванню і дизайну дитячих установ, пропагуючи, зокрема, методи Монтессорі.
В 1951 році Маргарете розійшлася з чоловіком. В 1950-ті і 1960-ті роки побудувала два дитячих садки у Відні, приділяти увагу читанню лекцій і консультаційній діяльності, брала участь у виставках у Відні та Парижі. На початку 80-х років її заслуги були високо оцінені, вона отримала безліч призів і нагород.
В 1997 році Шютте-Лігоцкі відсвяткувала своє сторіччя вальсом з мером Відня.
18 січня 2000 року, за п'ять днів до свого 103-го дня народження, померла від ускладнень після грипу. Похована у Відні, в почесній могилі на Центральному кладовищі.

## Проекти

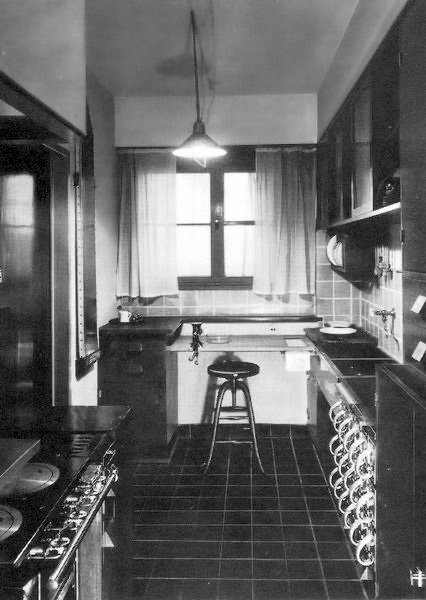
Франкфуртська кухня (1926)

Відомим проектом Шютте-Лігоцкі була так звана Франкфуртська кухня, розроблена в 1927 році.
Маргарете вважала, що традиційна кухня займає багато простору, через що вартість квартири значно підвищується. Крім того, у такій кухні неможливо було втілювати досягнення технічного прогресу та ефективно вести домашнє господарство.
В цей час вона вже довідалася про систему наукового підходу до витрат часу на робочому місці, задумалася про те, як житлове приміщення може скоротити роботу домогосподарки.
Маргарете взяла секундомір, прорахувала час, який потрібний на різні кухонні справи, і зрозуміла, що через нераціональний розподіл кухонного простору, багато часу витрачається даремно. Щоб більше не було цих витрат, вона і спроектувала свою «франкфуртську кухню», яка вміщується на площі 6,5 м² та складалася з модульних секцій і не мала жодного порожнього квадратного сантиметра.
Її проект — ідеальне поєднання функції і форми. Цю кухню відрізняв стандартний, жорстко закріплений набір меблів: зліва — подвійна мийка, справа — плита, навісні шафи з ковзними дверцятами, а у короткій стіни, біля вікна — робочий стіл. Кухня була обладнана 18-ю практичними «шюттенками» — щось середнє між висувними ящиками, контейнерами для зберігання запасів і мірними стаканчиками.
Шютте-Лігоцкі зламала стереотип кухні як приміщення, в якому і готували їжу, і обідали, і прали, а часом навіть спали; вона спроектувала компактну кухню розміром 1,9 м на 3,4 м. Ця кухня призначалася тільки для приготування їжі. Невелика ширина не тільки дозволяла заощадити площу, а й мінімізувала кількість кроків, які потрібно було робити господині. У своїй кухні Маргарете зробила розсувні двері, щоб з кухонної зони матір мала можливість спостерігати за дітьми, що знаходяться в обідній зоні.
В кінці 1920-х років тільки у Франкфурті було побудовано близько 10 000 квартир з подібними кухнями, які увійшли в історію під назвою «франкфуртські». Незважаючи на критику, пов'язану з тіснотою і аскетичністю приміщення, проект мав комерційний успіх і дозволив забезпечити доступним житлом багатьох з тих, хто в ньому потребував. Ідея компактної кухні, обладнаної стандартними побутовими приладами, була підхоплена Америкою і Японією.